# August Fryderyk Moszyński
August Fryderyk Moszyński herbu Nałęcz (ur. 25 stycznia 1731 w Dreźnie, zm. 3 lipca 1786 w Wenecji) – stolnik koronny w 1752 roku, starosta dymirski w 1757 roku, starosta inowłodzki w 1750 roku, starosta sieciechowski, architekt zieleni, wolnomularz, różokrzyżowiec i ekonomista, znawca spraw menniczych, opiekun teatru polskiego, członek Komisji Kruszcowej, asesor Komisji Skarbu Jego Królewskiej Mości w 1768 roku, hrabia.

## Życiorys
Syn Jana Kantego Moszyńskiego i Fryderyki Augusty, nieślubnej córki Augusta II Mocnego i hrabiny Anny Konstancji Cosel. Brat Fryderyka Józefa Moszyńskiego.
Nosił tytuł hrabiowski, który August II przyznał córce i jej potomstwu. W 1737 roku stracił ojca i od tego czasu pozostawał pod opieką Henryka Brühla. Uczył się w szkole wojskowej w Dreźnie. Studiował architekturę u Gaetana Chiaveriego.
Później odbył podróże do Francji, Anglii i Włoch. Powróciwszy do kraju, w 1750 roku, będąc starostą inowłodzkim był posłem na sejm ekstraordynaryjny z Inflant. Po śmierci Ignacego Humieckiego herbu Junosza (syna Stefana), 6 czerwca 1752 roku został stolnikiem wielkim koronnym, był to urząd wyłącznie honorowy. W „prezencie” ślubnym król-wuj August III Sas wysłał 19 stycznia 1755 Order Orła Białego, który w drodze zaginął i dopiero miesiąc później otrzymał drugie insygnia orderu.
Miał dwie pasje – kobiety i alchemię, na które roztrwonił majątek. Zgromadził księgozbiór, założył laboratorium, wybudował piec hutniczy, topił metale tworząc stopy, ale złota nie „wyprodukował”. Poseł koronny na sejm nadzwyczajny 1750 roku z województwa inflanckiego. W 1754 sprzedał starostwo inowłodzkie (dobro królewskie) swojemu krewnemu Leonowi Moszyńskiemu. Podobnie po śmierci Kazimierza Steckiego – kasztelana kijowskiego otrzymane od króla w 1757 starostwo dymirskie na Ukrainie sprzedał Eustachemu Potockiemu, a także otrzymane królewszczyzny, wsie: Sieciechów, Grzędę i Hamulec (ob. część wsi Wólka Hamulecka) pod Lwowem, które sprzedał Stanisławowi Lubomirskiemu.
Dopiero po ponad trzech miesiącach, na początku 1765, po elekcji króla, Stanisława Augusta pojawił się w Warszawie na prywatnej audiencji, a 8 maja otrzymał Order Świętego Stanisława. Król, który postanowił bić pieniądze ze swoim stemplem, powołał 10 stycznia 1765 Komisję Menniczą, w skład której włączył stolnika koronnego. Moszyński założył spółkę: Moszyński, Tepper, Schweiger (bankier z Berlina) i baron Gartenberg (Niemiec). Zebrali oni 400 000 talarów kapitału i 27 lipca i 1 sierpnia podpisano z królem stosowne kontrakty. Gartenberg został zarządcą mennicy w Krakowie (bito tu monety miedziane), Moszyński w Warszawie (monety złote i srebrne). Otworzyła się dla niego furtka do nowych prób alchemicznych. Jednak Gartenberg, dysponujący pruskim kapitałem, szybko został zarządcą i mennicy warszawskiej.
Otrzymał od króla ekspektatywę (w rozumieniu „widok na przyszłość, nadzieja”) wójtostwa w – Bolimowskiej Wsi. W pierwszą rocznicę rozpoczęcia sejmu elekcyjnego zorganizował w Młocinach pod Warszawą wielki pokaz ogni sztucznych, przejazd króla łodzią przez Wisłę do Tarchomina, gdzie wystawiono operę alegoryczną i improwizowane wesele chłopskie. Król podarował mu kolejne dobra w województwie bracławskim: Muszorów, Romanówkę i Papuszyńce.
W 1769 został wielkim mistrzem loży wolnomularskiej w Polsce. Podzielił lożę na trzy – niemiecką, francuską i polską i nadał im tajemnicze nazwy: Trzech Braci, Doskonałego Milczenia i Cnotliwego Sarmaty. Loży Cnotliwy Sarmata przewodniczył hrabia Alojzy Fryderyk Brühl.
W styczniu 1775 złożył stolnikostwo wielkie koronne, miejsce jego zajął Franciszek Kajetan Wołczkiewicz-Olizar. Był konsyliarzem konfederacji Andrzeja Mokronowskiego w 1776 roku. Król powołał Moszyńskiego do Rady Nieustającej. Kadencja trwała do najbliższego sejmu, na którym do rady nie został wybrany. W 1781 został najwyższym zwierzchnikiem aktorów polskich. Obiecując Bogusławskiemu nowe stanowiska spowodował jego powrót ze Lwowa do Warszawy. Znudzony teatrem wyjechał do Włoch romansować, zmarł w Wenecji (potwierdza to również Bogusławski w Dzieje Teatru Narodowego). Spotkał się tam podobno ze swą dawną kochanką, włoską tancerką baletową Anną Binetti i według Giacomo Casanovy zmarł właśnie w jej towarzystwie.
Kierownik zbiorów sztuki króla Stanisława Augusta. Architekt amator, kolekcjoner sztuki, teoretyk sztuki ogrodniczej. Opracował koncepcję ogrodniczo-urbanistyczną Zamku Ujazdowskiego. Zasiadał w Radzie Skarbu i Komisji Menniczej.
Od Staniszewskich odkupił wieś Pilicę – odrestaurował wieżę przy brodzie i rozplanował założenie parku i rozbudowę wsi.
W 1755 poślubił Teofilę z Potockich (rozwód w 1764), córkę Stanisława, wówczas wojewody kijowskiego, i wojewodzianki smoleńskiej Heleny z Zamoyskich (córki Michała Zdzisława). Miał z nią syna Jana Nepomucena, żonatego z Marią, po którym miał troje wnucząt: 1) Joannę I v. za Piotrem Moszyńskim II v. za Stanisławem Jur(i)ewiczem, 2) Fryderykę za Ignacym Hilarym Moszyńskim, wdowcu po kasztelance sądeckiej Zofii z Romiszewskich (córce Aleksandra Saryusz-Romiszewskiego), 3) Juliana.